# Dieterskirchel
Das Dieterskirchel bei Rülzheim ist eine katholische Wallfahrtsstätte des Bistums Speyer. An der Stelle der Kirche soll der heilige Theodard von Maastricht (heiliger Diethardt) bei einer Durchreise im Jahre 671 oder 672 den Märtyrertod gestorben sein.

## Lage
Der Kirchenbau liegt am östlichen Rand eines ausgedehnten Waldes südlich des Ortsgebietes von Rülzheim, direkt an der Landstraße nach Rheinzabern. Nördlich fließt in unmittelbarer Nähe der Rottenbach. Südwestlich des Dieterskirchels befindet sich in ungefähr 400 Meter Entfernung das Hochufer, die Bruchkante zur Rheinniederung.

## Geschichte
Die erste schriftliche Erwähnung, die auf ein Dieterskirchel in Rülzheim hindeutet, befindet sich in einem Bericht von Anselm von Lüttich aus den Jahren 1052 und 1056, der seiner Geschichte über die Bischöfe von Lüttich beilag. Theodard von Maastricht wurde im Jahr 671 oder 672 bei einer Durchreise im Rülzheimer Wald von fränkischen Adligen ermordet und an der Stelle der Ermordung beigesetzt. Die Leiche des Oberhirten überführte später sein Schüler und Nachfolger, der heilige Lambert, nach Lüttich. Die Bevölkerung im Umkreis des Todes- und ersten Begräbnisortes verehrte weiterhin jene Stelle und den Tag des Märtyrertodes. Hierzu wurde vermutlich dort ein kleines Kirchlein erbaut, um Andachten halten zu können. Im 14. Jahrhundert wurde die Kirche erneuert und sie erhielt im 16. Jahrhundert sogar eine eigene Kaplanei. Bis zu ihrem Abbruch wegen der maroden Substanz im Jahr 1824, der schwierigen finanziellen Lage und der Notwendigkeit die Pfarrkirche St. Mauritius zu erweitern, war sie Ziel zahlreicher Wallfahrten. Auch wurden am Dieterskirchel regelmäßig Märkte abgehalten. Erst in den 1950er Jahren initiierte der örtliche Pfarrer den Wiederaufbau. Neben Hochzeiten finden dort unter anderem jährliche Messdienerfeste statt.

## Baugeschichte

### Vorgängerbau
Der Vorgängerkirchenbau entstand vermutlich im 14. Jahrhundert und war der zweite Kirchenbau an dieser Stelle. Die Kirche war wahrscheinlich ungefähr 22 Meter lang und 8 Meter breit, besaß neben dem Langhaus einen eigenen kleineren Chor und zwei Seitenaltäre. Auf dem Dach befand sich als Dachreiter ein kleiner Glockenturm.

### Heutiger Kirchenbau
Der heutige Kirchenbau von 1957 entstand auf der Stelle des Vorgängers. Er erinnert in seiner äußeren Erscheinung an die Wallfahrtskirche von Ronchamp in den Südvogesen. Das Gebäude besteht aus einem Kirchenraum, der mit einem leicht gewölbten Flachdach, das im Eingangsbereich als Vordach dient, bedeckt ist. Der Saal schließt im Osten hinter dem Altar mit einer halbkreisförmigen Rundung ab. An der südöstlichen Gebäudeecke befindet sich ein kleiner Turm mit sichtbarer Glocke. An der Nordseite der Außenfassade wurde eine Sandsteinplatte aus dem Jahr 1517 eingelassen, die unter anderem die Ritzzeichnung eines Kirchengebäudes, vermutlich des Vorgängerbaus, zeigt.